# Оллі Гуттунен
Оллі Гуттунен (фін. Olli Huttunen, нар. 4 серпня 1960, Каяані) — фінський футболіст, що грав на позиції воротаря за клуб «Гака» і національну збірну Фінляндії. Згодом очолював обидві ці команди як тренер.

## Клубна кар'єра
У дорослому футболі дебютував 1978 року виступами за команду клубу «Гака». З 1980 року став основним голкіпером команди і захищав її кольори протягом усієї своєї кар'єри гравця, що тривала вісімнадцять років. 1995 року допоміг команді тріумфувати у національному чемпіонаті.

## Виступи за збірну
1980 року дебютував в офіційних матчах у складі національної збірної Фінляндії. Протягом кар'єри у національній команді, яка протривала 13 років, провів у формі головної команди країни 61 матч, пропустивши 109 голів.

## Кар'єра тренера
Розпочав тренерську кар'єру невдовзі по завершенні кар'єри гравця, 1998 року, увійшовши до тренерського штабу клубу «Гака», а за чотири роки очолив тренерський штаб рідної команди. 2004 року привів її до перемоги у національному чемпіонаті.
Влітку 2010 увійшов до тренерського штабу збірної Фінляндії, а наприкінці того ж року виконував обов'язки головного тренераяка національної команди, яка під його керівництвом провела одну гру, здолавши Сан-Марино.
Згодом протягом 2012—2015 років був головним тренером команди клубу «Ваасан Паллосеура», а наприкінці 2016 року знову тренував «Гаку», після чого на початку 2017 року був призначений її виконавчим директором.

## Титули і досягнення
Гравець
- Чемпіон Фінляндії (1):

«Гака»: 1995
- Володар Кубка Фінляндії (3):

«Гака»: 1982, 1985, 1988
- Володар Кубка фінської ліги (1):

«Гака»: 1995
- Футболіст року у Фінляндії: 1982, 1984

Тренер
- Чемпіон Фінляндії (1):

«Гака»: 2004
- Володар Кубка Фінляндії (2):

«Гака»: 2002, 2005